# Lista uczestników Tour de France 2017
Lista uczestników Tour de France 2017:
Na starcie tego wieloetapowego wyścigu stanęły 22 zawodowe ekipy, 18 drużyn jeżdżących w UCI World Tour 2017 i 4 profesjonalne zespoły zaproszone przez organizatorów z tzw. „dziką kartą”.

## Lista uczestników
| Legenda | Legenda                                                                                         |
| ------- | ----------------------------------------------------------------------------------------------- |
|         | Zwycięzca klasyfikacji generalnej                                                               |
|         | Zwycięzca klasyfikacji górskiej                                                                 |
|         | Zwycięzca klasyfikacji punktowej                                                                |
|         | Zwycięzca klasyfikacji młodzieżowej                                                             |
|         | Najaktywniejszy kolarz całego wyścigu                                                           |
| DNS     | Oznaczenie zawodników, którzy nie przystąpili do danego etapu                                   |
| DNF     | Oznaczenie zawodników, którzy nie ukończyli danego etapu                                        |
| DSQ     | Oznaczenie zawodników, którzy zostali dyskwalifikowani z wyścigu na danym etapie                |
| HD      | Oznaczenie zawodników, którzy przekroczyli limit czasowy na danym etapie                        |
| *       | Oznaczenie zawodników urodzonych po 1 stycznia 1992, uwzględnianych w klasyfikacji młodzieżowej |

### Team Sky
| Team Sky SKY | Team Sky SKY       | Team Sky SKY    | Team Sky SKY | Team Sky SKY                                  | Team Sky SKY |
| Numer        | Zawodnik           | Państwo         | Wiek         | Uwagi                                         | Miejsce      |
| ------------ | ------------------ | --------------- | ------------ | --------------------------------------------- | ------------ |
| 1            | Chris Froome       | Wielka Brytania | 32           |                                               | 1.           |
| 2            | Sergio Henao       | Kolumbia        | 29           | Mistrz Kolumbii w wyścigu ze startu wspólnego | 28.          |
| 3            | Wasil Kiryjenka    | Białoruś        | 36           |                                               | 112.         |
| 4            | Christian Knees    | Niemcy          | 36           |                                               | 144.         |
| 5            | Michał Kwiatkowski | Polska          | 27           |                                               | 57.          |
| 6            | Mikel Landa        | Hiszpania       | 27           |                                               | 4.           |
| 7            | Mikel Nieve        | Hiszpania       | 33           |                                               | 14.          |
| 8            | Luke Rowe          | Wielka Brytania | 27           |                                               | 167.         |
| 9            | Geraint Thomas     | Wielka Brytania | 31           |                                               | DNF-9        |

### Ag2r-La Mondiale
| Ag2r-La Mondiale ALM | Ag2r-La Mondiale ALM | Ag2r-La Mondiale ALM | Ag2r-La Mondiale ALM | Ag2r-La Mondiale ALM                           | Ag2r-La Mondiale ALM |
| Numer                | Zawodnik             | Państwo              | Wiek                 | Uwagi                                          | Miejsce              |
| -------------------- | -------------------- | -------------------- | -------------------- | ---------------------------------------------- | -------------------- |
| 11                   | Romain Bardet        | Francja              | 26                   |                                                | 3.                   |
| 12                   | Jan Bakelants        | Belgia               | 31                   |                                                | 22.                  |
| 13                   | Axel Domont          | Francja              | 26                   |                                                | 68.                  |
| 14                   | Mathias Frank        | Szwajcaria           | 30                   |                                                | 30.                  |
| 15                   | Ben Gastauer         | Luksemburg           | 29                   |                                                | 37.                  |
| 16                   | Cyril Gautier        | Francja              | 29                   |                                                | 48.                  |
| 17                   | Pierre Latour*       | Francja              | 23                   | Mistrz Francji w jeździe indywidualnej na czas | 29.                  |
| 18                   | Oliver Naesen        | Belgia               | 26                   | Mistrz Belgii w wyścigu ze startu wspólnego    | 63.                  |
| 19                   | Alexis Vuillermoz    | Francja              | 29                   |                                                | 13.                  |

### Movistar Team
| Movistar Team MOV | Movistar Team MOV    | Movistar Team MOV | Movistar Team MOV | Movistar Team MOV                                | Movistar Team MOV |
| Numer             | Zawodnik             | Państwo           | Wiek              | Uwagi                                            | Miejsce           |
| ----------------- | -------------------- | ----------------- | ----------------- | ------------------------------------------------ | ----------------- |
| 21                | Nairo Quintana       | Kolumbia          | 27                |                                                  | 12.               |
| 22                | Andrey Amador        | Kostaryka         | 30                |                                                  | 87.               |
| 23                | Daniele Bennati      | Włochy            | 36                |                                                  | 104.              |
| 24                | Carlos Betancur      | Kolumbia          | 27                |                                                  | 18.               |
| 25                | Jonathan Castroviejo | Hiszpania         | 30                | Mistrz Hiszpanii w jeździe indywidualnej na czas | 60.               |
| 26                | Imanol Erviti        | Hiszpania         | 33                |                                                  | 92.               |
| 27                | Jesús Herrada        | Hiszpania         | 26                | Mistrz Hiszpanii w wyścigu ze startu wspólnego   | 97.               |
| 28                | Jasha Sütterlin*     | Niemcy            | 24                |                                                  | 108.              |
| 29                | Alejandro Valverde   | Hiszpania         | 33                |                                                  | DNF-1             |

### Trek-Segafredo
| Trek-Segafredo TFS | Trek-Segafredo TFS | Trek-Segafredo TFS | Trek-Segafredo TFS | Trek-Segafredo TFS                              | Trek-Segafredo TFS |
| Numer              | Zawodnik           | Państwo            | Wiek               | Uwagi                                           | Miejsce            |
| ------------------ | ------------------ | ------------------ | ------------------ | ----------------------------------------------- | ------------------ |
| 31                 | Alberto Contador   | Hiszpania          | 34                 |                                                 | 9.                 |
| 32                 | Koen de Kort       | Holandia           | 34                 |                                                 | 70.                |
| 33                 | John Degenkolb     | Niemcy             | 28                 |                                                 | 121.               |
| 34                 | Fabio Felline      | Włochy             | 27                 |                                                 | DNF-14             |
| 35                 | Michael Gogl*      | Austria            | 23                 |                                                 | 146.               |
| 36                 | Markel Irizar      | Hiszpania          | 37                 |                                                 | 135.               |
| 37                 | Bauke Mollema      | Holandia           | 30                 |                                                 | 17.                |
| 38                 | Jarlinson Pantano  | Kolumbia           | 28                 | Mistrz Kolumbii w jeździe indywidualnej na czas | 46.                |
| 39                 | Haimar Zubeldia    | Hiszpania          | 40                 |                                                 | 52.                |

### BMC Racing Team
| BMC Racing Team BMC | BMC Racing Team BMC  | BMC Racing Team BMC | BMC Racing Team BMC | BMC Racing Team BMC                               | BMC Racing Team BMC |
| Numer               | Zawodnik             | Państwo             | Wiek                | Uwagi                                             | Miejsce             |
| ------------------- | -------------------- | ------------------- | ------------------- | ------------------------------------------------- | ------------------- |
| 41                  | Richie Porte         | Australia           | 32                  |                                                   | DNF-9               |
| 42                  | Damiano Caruso       | Włochy              | 29                  |                                                   | 11.                 |
| 43                  | Alessandro De Marchi | Włochy              | 31                  |                                                   | 99.                 |
| 44                  | Stefan Küng*         | Szwajcaria          | 23                  | Mistrz Szwajcarii w jeździe indywidualnej na czas | 79.                 |
| 45                  | Amaël Moinard        | Francja             | 35                  |                                                   | 32.                 |
| 46                  | Nicolas Roche        | Irlandia            | 32                  |                                                   | 33.                 |
| 47                  | Michael Schär        | Szwajcaria          | 30                  |                                                   | 72.                 |
| 48                  | Greg Van Avermaet    | Belgia              | 32                  |                                                   | 58.                 |
| 49                  | Danilo Wyss          | Szwajcaria          | 31                  |                                                   | 81.                 |

### Astana Pro Team
| Astana Pro Team AST | Astana Pro Team AST  | Astana Pro Team AST | Astana Pro Team AST | Astana Pro Team AST                        | Astana Pro Team AST |
| Numer               | Zawodnik             | Państwo             | Wiek                | Uwagi                                      | Miejsce             |
| ------------------- | -------------------- | ------------------- | ------------------- | ------------------------------------------ | ------------------- |
| 51                  | Fabio Aru            | Włochy              | 26                  | Mistrz Włoch w wyścigu ze startu wspólnego | 5.                  |
| 52                  | Dario Cataldo        | Włochy              | 32                  |                                            | DNF-11              |
| 53                  | Jakob Fuglsang       | Dania               | 32                  |                                            | DNF-13              |
| 54                  | Andrij Hriwko        | Ukraina             | 33                  |                                            | 120.                |
| 55                  | Dmitrij Gruzdiew     | Kazachstan          | 31                  |                                            | 115.                |
| 56                  | Bachtijar Kozatajew* | Kazachstan          | 25                  |                                            | 93.                 |
| 57                  | Aleksiej Łucenko*    | Kazachstan          | 24                  |                                            | 71.                 |
| 58                  | Michael Valgren*     | Dania               | 25                  |                                            | 61.                 |
| 59                  | Andriej Zejc         | Kazachstan          | 30                  |                                            | 44.                 |

### UAE Team Emirates
| UAE Team Emirates UAD | UAE Team Emirates UAD | UAE Team Emirates UAD | UAE Team Emirates UAD | UAE Team Emirates UAD | UAE Team Emirates UAD |
| Numer                 | Zawodnik              | Państwo               | Wiek                  | Uwagi                 | Miejsce               |
| --------------------- | --------------------- | --------------------- | --------------------- | --------------------- | --------------------- |
| 61                    | Louis Meintjes*       | Południowa Afryka     | 25                    |                       | 8.                    |
| 62                    | Darwin Atapuma        | Kolumbia              | 29                    |                       | 41.                   |
| 63                    | Matteo Bono           | Włochy                | 33                    |                       | 111.                  |
| 64                    | Kristijan Đurasek     | Chorwacja             | 29                    |                       | 50.                   |
| 65                    | Vegard Stake Laengen  | Norwegia              | 28                    |                       | 127.                  |
| 66                    | Marco Marcato         | Włochy                | 33                    |                       | 96.                   |
| 67                    | Manuele Mori          | Włochy                | 36                    |                       | DNF-9                 |
| 68                    | Ben Swift             | Wielka Brytania       | 29                    |                       | 83.                   |
| 69                    | Diego Ulissi          | Włochy                | 27                    |                       | 39.                   |

### FDJ
| FDJ   | FDJ                 | FDJ     | FDJ  | FDJ                                                                                       | FDJ     |
| Numer | Zawodnik            | Państwo | Wiek | Uwagi                                                                                     | Miejsce |
| ----- | ------------------- | ------- | ---- | ----------------------------------------------------------------------------------------- | ------- |
| 71    | Arnaud Démare       | Francja | 25   | Mistrz Francji w wyścigu ze startu wspólnego                                              | HD-9    |
| 72    | Davide Cimolai      | Włochy  | 27   |                                                                                           | 152.    |
| 73    | Mickaël Delage      | Francja | 31   |                                                                                           | HD-9    |
| 74    | Jacopo Guarnieri    | Włochy  | 29   |                                                                                           | HD-9    |
| 75    | Ignatas Konovalovas | Litwa   | 31   | Mistrz Litwy w jeździe indywidualnej na czas · Mistrz Litwy w wyścigu ze startu wspólnego | HD-9    |
| 76    | Olivier Le Gac*     | Francja | 23   |                                                                                           | 158.    |
| 77    | Rudy Molard         | Francja | 27   |                                                                                           | 36.     |
| 78    | Thibaut Pinot       | Francja | 27   |                                                                                           | DNF-17  |
| 79    | Arthur Vichot       | Francja | 28   |                                                                                           | DNF-14  |

### Orica-Scott
| Orica-Scott ORS | Orica-Scott ORS  | Orica-Scott ORS   | Orica-Scott ORS | Orica-Scott ORS                                           | Orica-Scott ORS |
| Numer           | Zawodnik         | Państwo           | Wiek            | Uwagi                                                     | Miejsce         |
| --------------- | ---------------- | ----------------- | --------------- | --------------------------------------------------------- | --------------- |
| 81              | Esteban Chaves   | Kolumbia          | 27              |                                                           | 62.             |
| 82              | Michael Albasini | Szwajcaria        | 36              |                                                           | 98.             |
| 83              | Luke Durbridge   | Australia         | 26              |                                                           | DNF-2           |
| 84              | Mathew Hayman    | Australia         | 39              |                                                           | 151.            |
| 85              | Damien Howson*   | Australia         | 24              |                                                           | 88.             |
| 86              | Daryl Impey      | Południowa Afryka | 32              | Mistrz Południowej Afryki w jeździe indywidualnej na czas | 47.             |
| 87              | Jens Keukeleire  | Belgia            | 28              |                                                           | 59.             |
| 88              | Roman Kreuziger  | Czechy            | 31              |                                                           | 24.             |
| 89              | Simon Yates*     | Wielka Brytania   | 24              |                                                           | 7.              |

### Dimension Data
| Dimension Data DDD | Dimension Data DDD          | Dimension Data DDD | Dimension Data DDD | Dimension Data DDD                                                                                                | Dimension Data DDD |
| Numer              | Zawodnik                    | Państwo            | Wiek               | Uwagi | Miejsce            |
| ------------------ | --------------------------- | ------------------ | ------------------ | --- | ------------------ |
| 91                 | Mark Cavendish              | Wielka Brytania    | 32                 | | DNS-5              |
| 92                 | Edvald Boasson Hagen        | Norwegia           | 30                 | Mistrz Norwegii w jeździe indywidualnej na czas                                                                   | 78.                |
| 93                 | Steve Cummings              | Wielka Brytania    | 36                 | Mistrz Wielkiej Brytanii w jeździe indywidualnej na czas · Mistrz Wielkiej Brytanii w wyścigu ze startu wspólnego | 141.               |
| 94                 | Bernhard Eisel              | Austria            | 36                 | | 153.               |
| 95                 | Reinardt Janse van Rensburg | Południowa Afryka  | 28                 | Mistrz Południowej Afryki w wyścigu ze startu wspólnego                                                           | 118.               |
| 96                 | Serge Pauwels               | Belgia             | 33                 | | 19.                |
| 97                 | Mark Renshaw                | Australia          | 34                 | | HD-9               |
| 98                 | Scott Thwaites              | Wielka Brytania    | 27                 | | 107.               |
| 99                 | Jaco Venter                 | Południowa Afryka  | 30                 | | 162.               |

### Quick-Step Floors
| Quick-Step Floors QST | Quick-Step Floors QST | Quick-Step Floors QST | Quick-Step Floors QST | Quick-Step Floors QST                                 | Quick-Step Floors QST |
| Numer                 | Zawodnik              | Państwo               | Wiek                  | Uwagi                                                 | Miejsce               |
| --------------------- | --------------------- | --------------------- | --------------------- | ----------------------------------------------------- | --------------------- |
| 101                   | Marcel Kittel         | Niemcy                | 29                    |                                                       | DNF-17                |
| 102                   | Jack Bauer            | Nowa Zelandia         | 32                    | Mistrz Nowej Zelandii w jeździe indywidualnej na czas | 105.                  |
| 103                   | Gianluca Brambilla    | Włochy                | 29                    |                                                       | 53.                   |
| 104                   | Philippe Gilbert      | Belgia                | 34                    |                                                       | DNS-16                |
| 105                   | Daniel Martin         | Irlandia              | 30                    |                                                       | 6.                    |
| 106                   | Fabio Sabatini        | Włochy                | 32                    |                                                       | 154.                  |
| 107                   | Zdeněk Štybar         | Czechy                | 31                    | Mistrz Czech w wyścigu ze startu wspólnego            | 102.                  |
| 108                   | Matteo Trentin        | Włochy                | 27                    |                                                       | HD-9                  |
| 109                   | Julien Vermote        | Belgia                | 27                    |                                                       | 139.                  |

### Bora-Hansgrohe
| Bora-Hansgrohe BOH | Bora-Hansgrohe BOH | Bora-Hansgrohe BOH | Bora-Hansgrohe BOH | Bora-Hansgrohe BOH                            | Bora-Hansgrohe BOH |
| Numer              | Zawodnik           | Państwo            | Wiek               | Uwagi                                         | Miejsce            |
| ------------------ | ------------------ | ------------------ | ------------------ | --------------------------------------------- | ------------------ |
| 111                | Peter Sagan        | Słowacja           | 27                 | Mistrz Świata w wyścigu ze startu wspólnego   | DSQ-4              |
| 112                | Maciej Bodnar      | Polska             | 32                 |                                               | 116.               |
| 113                | Emanuel Buchmann*  | Niemcy             | 24                 |                                               | 15.                |
| 114                | Marcus Burghardt   | Niemcy             | 34                 | Mistrz Niemiec w wyścigu ze startu wspólnego  | 131.               |
| 115                | Rafał Majka        | Polska             | 27                 |                                               | DNS-10             |
| 116                | Jay McCarthy*      | Australia          | 24                 |                                               | 94.                |
| 117                | Paweł Poljański    | Polska             | 27                 |                                               | 80.                |
| 118                | Juraj Sagan        | Słowacja           | 28                 | Mistrz Słowacji w wyścigu ze startu wspólnego | HD-9               |
| 119                | Rüdiger Selig      | Niemcy             | 28                 |                                               | 165.               |

### Team Katusha-Alpecin
| Team Katusha-Alpecin KAT | Team Katusha-Alpecin KAT | Team Katusha-Alpecin KAT | Team Katusha-Alpecin KAT | Team Katusha-Alpecin KAT                                                                       | Team Katusha-Alpecin KAT |
| Numer                    | Zawodnik                 | Państwo                  | Wiek                     | Uwagi                                                                                          | Miejsce                  |
| ------------------------ | ------------------------ | ------------------------ | ------------------------ | ---------------------------------------------------------------------------------------------- | ------------------------ |
| 121                      | Tony Martin              | Niemcy                   | 32                       | Mistrz Świata w jeździe indywidualnej na czas · Mistrz Niemiec w jeździe indywidualnej na czas | 101.                     |
| 122                      | Marco Haller             | Austria                  | 26                       |                                                                                                | 155.                     |
| 123                      | Reto Hollenstein         | Szwajcaria               | 31                       |                                                                                                | 150.                     |
| 124                      | Robert Kišerlovski       | Chorwacja                | 30                       |                                                                                                | 31.                      |
| 125                      | Alexander Kristoff       | Norwegia                 | 29                       |                                                                                                | 130.                     |
| 126                      | Maurits Lammertink       | Holandia                 | 26                       |                                                                                                | 75.                      |
| 127                      | Tiago Machado            | Portugalia               | 31                       |                                                                                                | 74.                      |
| 128                      | Nils Politt*             | Niemcy                   | 23                       |                                                                                                | 95.                      |
| 129                      | Rick Zabel*              | Niemcy                   | 23                       |                                                                                                | 145.                     |

### Lotto Soudal
| Lotto Soudal LTS | Lotto Soudal LTS | Lotto Soudal LTS | Lotto Soudal LTS | Lotto Soudal LTS | Lotto Soudal LTS |
| Numer            | Zawodnik         | Państwo          | Wiek             | Uwagi            | Miejsce          |
| ---------------- | ---------------- | ---------------- | ---------------- | ---------------- | ---------------- |
| 131              | André Greipel    | Niemcy           | 34               |                  | 149.             |
| 132              | Lars Bak         | Dania            | 37               |                  | 123.             |
| 133              | Tiesj Benoot*    | Belgia           | 23               |                  | 20.              |
| 134              | Thomas De Gendt  | Belgia           | 30               |                  | 51.              |
| 135              | Tony Gallopin    | Francja          | 29               |                  | 21.              |
| 136              | Adam Hansen      | Australia        | 36               |                  | 113.             |
| 137              | Jürgen Roelandts | Belgia           | 31               |                  | 136.             |
| 138              | Marcel Sieberg   | Niemcy           | 35               |                  | DNS-17           |
| 139              | Tim Wellens      | Belgia           | 26               |                  | DNF-15           |

### Team Sunweb
| Team Sunweb SUN | Team Sunweb SUN  | Team Sunweb SUN | Team Sunweb SUN | Team Sunweb SUN                               | Team Sunweb SUN |
| Numer           | Zawodnik         | Państwo         | Wiek            | Uwagi                                         | Miejsce         |
| --------------- | ---------------- | --------------- | --------------- | --------------------------------------------- | --------------- |
| 141             | Michael Matthews | Australia       | 26              |                                               | 69.             |
| 142             | Nikias Arndt     | Niemcy          | 25              |                                               | 84.             |
| 143             | Warren Barguil   | Francja         | 25              |                                               | 10.             |
| 144             | Roy Curvers      | Holandia        | 37              |                                               | 142.            |
| 145             | Simon Geschke    | Niemcy          | 31              |                                               | 64.             |
| 146             | Ramon Sinkeldam  | Holandia        | 28              | Mistrz Holandii w wyścigu ze startu wspólnego | 148.            |
| 147             | Laurens ten Dam  | Holandia        | 36              |                                               | 67.             |
| 148             | Mike Teunissen*  | Holandia        | 24              |                                               | 129.            |
| 149             | Albert Timmer    | Holandia        | 32              |                                               | 157.            |

### Cofidis
| Cofidis COF | Cofidis COF         | Cofidis COF | Cofidis COF | Cofidis COF | Cofidis COF |
| Numer       | Zawodnik            | Państwo     | Wiek        | Uwagi       | Miejsce     |
| ----------- | ------------------- | ----------- | ----------- | ----------- | ----------- |
| 151         | Nacer Bouhanni      | Francja     | 26          |             | 138.        |
| 152         | Dimitri Claeys      | Belgia      | 30          |             | 163.        |
| 153         | Nicolas Edet        | Francja     | 29          |             | 76.         |
| 154         | Christophe Laporte* | Francja     | 24          |             | 133.        |
| 155         | Cyril Lemoine       | Francja     | 34          |             | 128.        |
| 156         | Luis Ángel Maté     | Hiszpania   | 33          |             | 56.         |
| 157         | Daniel Navarro      | Hiszpania   | 33          |             | 27.         |
| 158         | Florian Sénéchal*   | Francja     | 23          |             | 161.        |
| 159         | Julien Simon        | Francja     | 31          |             | 117.        |

### Team LottoNL-Jumbo
| Team LottoNL-Jumbo TLJ | Team LottoNL-Jumbo TLJ | Team LottoNL-Jumbo TLJ | Team LottoNL-Jumbo TLJ | Team LottoNL-Jumbo TLJ | Team LottoNL-Jumbo TLJ |
| Numer                  | Zawodnik               | Państwo                | Wiek                   | Uwagi                  | Miejsce                |
| ---------------------- | ---------------------- | ---------------------- | ---------------------- | ---------------------- | ---------------------- |
| 161                    | Robert Gesink          | Holandia               | 31                     |                        | DNF-9                  |
| 162                    | George Bennett         | Nowa Zelandia          | 27                     |                        | DNF-16                 |
| 163                    | Dylan Groenewegen*     | Holandia               | 24                     |                        | 156.                   |
| 164                    | Tom Leezer             | Holandia               | 31                     |                        | 166.                   |
| 165                    | Paul Martens           | Niemcy                 | 33                     |                        | 82.                    |
| 166                    | Primož Roglič          | Słowenia               | 27                     |                        | 38.                    |
| 167                    | Timo Roosen*           | Holandia               | 24                     |                        | DNF-19                 |
| 168                    | Jos van Emden          | Holandia               | 32                     |                        | DNF-9                  |
| 169                    | Robert Wagner          | Niemcy                 | 34                     |                        | 164.                   |

### Direct Énergie
| Direct Énergie DEN | Direct Énergie DEN | Direct Énergie DEN | Direct Énergie DEN | Direct Énergie DEN | Direct Énergie DEN |
| Numer              | Zawodnik           | Państwo            | Wiek               | Uwagi              | Miejsce            |
| ------------------ | ------------------ | ------------------ | ------------------ | ------------------ | ------------------ |
| 171                | Thomas Voeckler    | Francja            | 38                 |                    | 91.                |
| 172                | Thomas Boudat*     | Francja            | 23                 |                    | 140.               |
| 173                | Lilian Calmejane*  | Francja            | 24                 |                    | 35.                |
| 174                | Sylvain Chavanel   | Francja            | 38                 |                    | 25.                |
| 175                | Yohann Gène        | Francja            | 36                 |                    | 134.               |
| 176                | Adrien Petit       | Francja            | 26                 |                    | 126.               |
| 177                | Perrig Quéméneur   | Francja            | 33                 |                    | 106.               |
| 178                | Romain Sicard      | Francja            | 29                 |                    | 66.                |
| 179                | Angélo Tulik       | Francja            | 26                 |                    | 89.                |

### Cannondale-Drapac
| Cannondale-Drapac CDT | Cannondale-Drapac CDT | Cannondale-Drapac CDT | Cannondale-Drapac CDT | Cannondale-Drapac CDT | Cannondale-Drapac CDT |
| Numer                 | Zawodnik              | Państwo               | Wiek                  | Uwagi                 | Miejsce               |
| --------------------- | --------------------- | --------------------- | --------------------- | --------------------- | --------------------- |
| 181                   | Pierre Rolland        | Francja               | 30                    |                       | 54.                   |
| 182                   | Alberto Bettiol*      | Włochy                | 23                    |                       | 90.                   |
| 183                   | Patrick Bevin         | Nowa Zelandia         | 26                    |                       | 114.                  |
| 184                   | Nathan Brown          | Stany Zjednoczone     | 25                    |                       | 43.                   |
| 185                   | Simon Clarke          | Australia             | 30                    |                       | 86.                   |
| 186                   | Taylor Phinney        | Stany Zjednoczone     | 27                    |                       | 159.                  |
| 187                   | Andrew Talansky       | Stany Zjednoczone     | 28                    |                       | 49.                   |
| 188                   | Rigoberto Urán        | Kolumbia              | 30                    |                       | 2.                    |
| 189                   | Dylan van Baarle*     | Holandia              | 24                    |                       | 77.                   |

### Bahrain-Merida
| Bahrain-Merida TBM | Bahrain-Merida TBM | Bahrain-Merida TBM | Bahrain-Merida TBM | Bahrain-Merida TBM                             | Bahrain-Merida TBM |
| Numer              | Zawodnik           | Państwo            | Wiek               | Uwagi                                          | Miejsce            |
| ------------------ | ------------------ | ------------------ | ------------------ | ---------------------------------------------- | ------------------ |
| 191                | Jon Izagirre       | Hiszpania          | 28                 |                                                | DNF-1              |
| 192                | Yukiya Arashiro    | Japonia            | 32                 |                                                | 109.               |
| 193                | Grega Bole         | Słowenia           | 31                 |                                                | 143.               |
| 194                | Borut Božič        | Słowenia           | 36                 |                                                | 160.               |
| 195                | Janez Brajkovič    | Słowenia           | 33                 |                                                | 45.                |
| 196                | Ondřej Cink        | Czechy             | 26                 |                                                | DNF-19             |
| 197                | Sonny Colbrelli    | Włochy             | 27                 |                                                | 122.               |
| 198                | Tsgabu Grmay       | Etiopia            | 25                 | Mistrz Etiopii w jeździe indywidualnej na czas | 73.                |
| 199                | Javier Moreno      | Hiszpania          | 32                 |                                                | 119.               |

### Wanty-Groupe Gobert
| Wanty-Groupe Gobert WGG | Wanty-Groupe Gobert WGG  | Wanty-Groupe Gobert WGG | Wanty-Groupe Gobert WGG | Wanty-Groupe Gobert WGG | Wanty-Groupe Gobert WGG |
| Numer                   | Zawodnik                 | Państwo                 | Wiek                    | Uwagi                   | Miejsce                 |
| ----------------------- | ------------------------ | ----------------------- | ----------------------- | ----------------------- | ----------------------- |
| 201                     | Guillaume Martin*        | Francja                 | 24                      |                         | 23.                     |
| 202                     | Frederik Backaert        | Belgia                  | 27                      |                         | 132.                    |
| 203                     | Thomas Degand            | Belgia                  | 31                      |                         | 34.                     |
| 204                     | Marco Minnaard           | Holandia                | 28                      |                         | 40.                     |
| 205                     | Yoann Offredo            | Francja                 | 30                      |                         | 110.                    |
| 206                     | Andrea Pasqualon         | Włochy                  | 29                      |                         | 137.                    |
| 207                     | Dion Smith*              | Nowa Zelandia           | 24                      |                         | 124.                    |
| 208                     | Guillaume Van Keirsbulck | Belgia                  | 26                      |                         | 147.                    |
| 209                     | Pieter Vanspeybrouck     | Belgia                  | 30                      |                         | 100.                    |

### Team Fortuneo-Oscaro
| Team Fortuneo-Oscaro FTO | Team Fortuneo-Oscaro FTO | Team Fortuneo-Oscaro FTO | Team Fortuneo-Oscaro FTO | Team Fortuneo-Oscaro FTO | Team Fortuneo-Oscaro FTO |
| Numer                    | Zawodnik                 | Państwo                  | Wiek                     | Uwagi                    | Miejsce                  |
| ------------------------ | ------------------------ | ------------------------ | ------------------------ | ------------------------ | ------------------------ |
| 211                      | Daniel McLay*            | Wielka Brytania          | 25                       |                          | DNF-17                   |
| 212                      | Maxime Bouet             | Francja                  | 30                       |                          | 55.                      |
| 213                      | Brice Feillu             | Francja                  | 31                       |                          | 16.                      |
| 214                      | Élie Gesbert*            | Francja                  | 22                       |                          | 85.                      |
| 215                      | Romain Hardy             | Francja                  | 28                       |                          | 26.                      |
| 216                      | Pierre-Luc Périchon      | Francja                  | 30                       |                          | 42.                      |
| 217                      | Laurent Pichon           | Francja                  | 30                       |                          | 125.                     |
| 218                      | Eduardo Sepúlveda        | Argentyna                | 26                       |                          | 65.                      |
| 219                      | Florian Vachon           | Francja                  | 32                       |                          | 103.                     |

## Kraje reprezentowane przez kolarzy
| Państwo           | Liczba kolarzy | Liczba kolarzy, którzy ukończyli wyścig | Wygrane etapy                                                                  |
| ----------------- | -------------- | --------------------------------------- | ------------------------------------------------------------------------------ |
| Argentyna         | 1              | 1                                       |                                                                                |
| Australia         | 9              | 6                                       | 2 (Michael Matthews x2)                                                        |
| Austria           | 3              | 3                                       |                                                                                |
| Belgia            | 16             | 14                                      |                                                                                |
| Białoruś          | 1              | 1                                       |                                                                                |
| Chorwacja         | 2              | 2                                       |                                                                                |
| Czechy            | 3              | 2                                       |                                                                                |
| Dania             | 3              | 2                                       |                                                                                |
| Etiopia           | 1              | 1                                       |                                                                                |
| Francja           | 39             | 35                                      | 5 (Warren Barguil x2, Romain Bardet x1, Lilian Calmejane x1, Arnaud Démare x1) |
| Hiszpania         | 13             | 11                                      |                                                                                |
| Holandia          | 15             | 12                                      | 2 (Dylan Groenewegen x1, Bauke Mollema x1)                                     |
| Irlandia          | 2              | 2                                       |                                                                                |
| Japonia           | 1              | 1                                       |                                                                                |
| Kazachstan        | 4              | 4                                       |                                                                                |
| Kolumbia          | 7              | 7                                       | 1 (Rigoberto Urán x1)                                                          |
| Kostaryka         | 1              | 1                                       |                                                                                |
| Litwa             | 1              | 0                                       |                                                                                |
| Luksemburg        | 1              | 1                                       |                                                                                |
| Niemcy            | 16             | 14                                      | 5 (Marcel Kittel x5)                                                           |
| Norwegia          | 3              | 3                                       | 1 (Edvald Boasson Hagen x1)                                                    |
| Nowa Zelandia     | 4              | 3                                       |                                                                                |
| Polska            | 4              | 3                                       | 1 (Maciej Bodnar x1)                                                           |
| Portugalia        | 1              | 1                                       |                                                                                |
| Południowa Afryka | 4              | 4                                       |                                                                                |
| Słowacja          | 2              | 0                                       | 1 (Peter Sagan x1)                                                             |
| Słowenia          | 4              | 4                                       | 1 (Primož Roglič x1)                                                           |
| Stany Zjednoczone | 3              | 3                                       |                                                                                |
| Szwajcaria        | 6              | 6                                       |                                                                                |
| Ukraina           | 1              | 1                                       |                                                                                |
| Wielka Brytania   | 9              | 6                                       | 1 (Geraint Thomas x1)                                                          |
| Włochy            | 18             | 13                                      | 1 (Fabio Aru x1)                                                               |
| RAZEM             | 198            | 167                                     |                                                                                |